# Glenea rufescens
Glenea rufescens là một loài bọ cánh cứng trong họ Cerambycidae.